# Галецький Семен Якович
Семен Якович Галецький гербу Лук (? — 8 липня 1738) — український військовий і державний діяч часів Гетьманщини. Полковник Стародубського полку у 1728—1730 рр. Генеральний бунчужний. Загинув у бою при Гайман-долині.

## Біографія

Герб роду Галецьких.

Батько Семена — Яків Галеця був соратником гетьмана Мазепи, про нього згадує у своєму літописі український літописець Самійло Величко. Семен Галецький освіту здобув, скоріш за все, у Київській Могилянській академії, оскільки добре володів українською літературною мовою свого часу. Одружившись у 1700 році з онукою бакланського сотника Терентія Ширая, Галецький оселився у Погарі та служив у козацькому війську, іменуючись значним військовим товаришем Стародубського полку (1700—1704). 1704 року Галецького було відзначено від імені гетьмана Мазепи, який подарував йому 10 селянських дворів у селі Михайлівському на річці Бойні. Здібності Галецького скоро дали йому можливість отримати і уряди. Так, на самому початку 1706 року він був уже Погарським наказним сотником, а потім, на початку 1707-го, Стародубським полковим осавулом. На цьому уряді Галецький пробув до 1712 року, коли отримав місце погарського сотника, у 1719 році він був Стародубським наказним полковником, а потім, з 1722 року, став сотником у Новгороді-Сіверському. У цей період Семен Галецький увійшов до політичного гуртка, який склався навколо наказного гетьмана України Павла Полуботка, і саме Галецький возив від імені гетьмана так звані «Коломацькі статті» до Санкт-Петербурга, у яких вимагалося від російського уряду надати Україні політичну незалежність. У грудні 1723 року Галецького було заарештовано, та відправлено до казематів Петропавловської фортеці, де він і знаходився разом із Павлом Полуботком та іншими борцями за українську незалежність. Тільки зі смертю Петра I Галецький зміг повернутися на батьківщину, де й очолив Стародубську сотню.

### На Стародубському уряді
- У 1725-му та 1726 роках наказний полковник, до того ж поєднуючи у своїх руках уряди сотника, полкового обозного та судді.
- У 1728—1730 рр. Стародубський полковник разом з Опанасом Єсимонтовським та Степаном Максимовичем.

### На посаді Генерального бунчужного
- З 1734 року Генеральний бунчужний.

1738 року російське військо під командуванням фельдмаршала Мініха рушило у так званий «Кримський похід» проти татар. Мусило йти з росіянами й українське військо у складі Гадяцького, Ніжинського, Стародубського та Чернігівського полків, якими керував у цьому поході саме генеральний бунчужний Галецький. 8 червня 1738 року відбулася битва при Гайман-долині, де Семен Галецький рішуче вступив у бій, та наклав головою. Разом з Галецьким загинув у тому бою й український літописець Григорій Грабянка, що був у цей час гадяцьким полковником.

## Семен Галецький в українській літературі
Автор «Історії Русів» так описав загибель Галецького:
|  | Галецький, вирядивши з собою чотири Полки Малоросійські: Гадяцький, Ніжинський, Стародубський і Чернігівський і забравши легку артилерію тих полків та призначені йому полки Драгунські, вирушив з ними на Татар… Галецький, закликавши сина свого Петра, що був у Стародубському Полку Сотником, дозволив йому рятуватися, як молодому чоловікові, всіма можливими способами, а про себе сказав, що він того робити не буде з обов'язку присяги і свого начальства. І так війська тії були велелюдством Татарським розбиті вщент, і начальник Галецький порубаний на шматки, а син його і кількасот Козаків та Драгунів урятувалися в темряві нічній поміж трупів та в порожніх копанях. |

Український поет Степан Руданський у своїй поемі «Мініх» так написав про загибель Семена Галецького:

…пан Галецький 

Стиха промовляє: 

«Пусти мене, отамане,  

на час погуляти, 

пусти мене з козаками 

кримців пошукати»…

І кинувся між татарів,  

Та вже не вертався,  

Тілько слави з козаками 

Вічної набрався.

## Нащадки Галецького
Син Семена Галецького Петро, що урятувався у битві, наслідував уряд Григорія Грабянки, і став Гадяцьким полковником. Нащадки Семена Галецького ще майже два століття жили і служили на Стародубщині і прилеглих землях Чернігівської губернії. Згодом переїхали на Брацлавщину

## Цікаві факти
У Стародубі до радянських часів існувала вулиця Галецька, на якій мешкали нащадки Семена Галецького. У радянські часи ця вулиця перейменована на Трудову, хоча місцеві жителі дотепер називають її Галещиною.